# 慈悲心的老猴子父亲

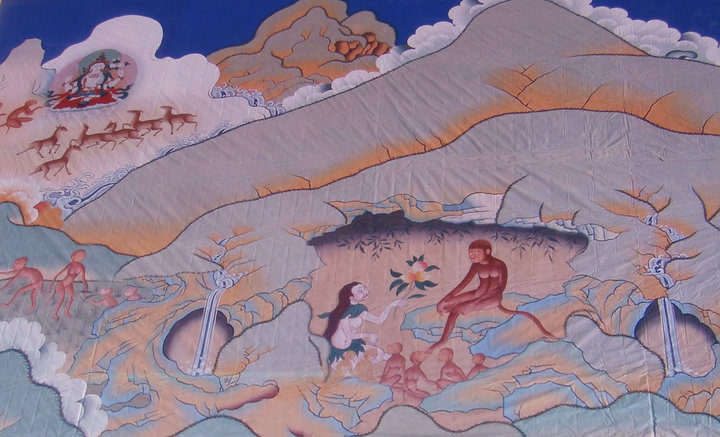
慈悲心的老猴子父亲

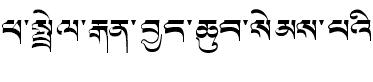
藏文“慈悲心的老猴子父亲”

慈悲心的老猴子父亲（Pha Trelgen Changchup Sempa，藏語：ཕ་སྤྲེལ་རྒན་བྱང་ཆུབ་སེམས་པ།，威利转写：pha sprel rgan byang chub sems pa），藏族人神话中的猴祖先。他和格萨尔王以及觀世音菩薩一样，是藏文化最重要的形象之一。 在部分版本中，他被认为是菩薩的转世。藏语中 Pha 本意为“父亲”，Trelgen 为“老猴子”，Changchup 可以被翻译成“慈悲”，而 Sempa 是“心”。

## 最早西藏人的诞生
在西藏一部非常著名的创世神话中，世界最初被水覆盖，水一点一点蒸发，给动物生命的出现提供了地方。一只猴子来到西藏土地上，要在这里沉思修炼，过清心寡欲的苦行生活。他安家在 Gongori 山上，应该在今天西藏南部山南地区的泽当镇境内。一天，他正在冥思的时候，一个女妖前来勾引他。传说中她就是度母菩薩的化身。藏文称 Jetsun Dolma，也是慈悲力量的象征和商人以及旅行者的保护神。她威胁猴子说如果他不愿与其结合，她就去和一个妖怪生无数的小魔鬼来残害生灵。猴子屈服于她的意愿并征求观音的同意娶这个女妖。观音降福于猴子和女妖，几个月后，六隻小猴子出生了。猴子把六个孩子留在森林里长大，三年后，他发现他们已经有五百之多。森林里的果子再也不够他们吃的。五百只猴子求他们的父亲帮他们找食物。猴子父亲不知如何是好，他便又去找慈悲的神寻求帮助。观音来到 Meru 山上，又称須彌山（一般認為是今日的冈底斯山）; 这里不仅是佛教徒也是印度教徒，而且是耆那教徒和苯教徒的圣山。有人说，观音在山顶上摘了一把大麦，也有人说，她直接在自己身上取了五种谷物，然后交给猴父亲。猴父亲学会了种植，获得丰收以后，终于可以养活自己的子孙了。随着猴子们以谷物为食，他们渐渐脱掉了身上的毛和尾巴。 他们同样开始使用骨质和石制的工具，随后又开始做衣服和建房子，一直到形成今天西藏人世代继承的西藏文明。

## 其它版本
也有人说，因为看到世界上妖魔丛生，大慈大悲的观音菩萨心生怜悯。他于是转世化作猴子和一个石妖结合。他们生的六个小猴子就代表了后来构成西藏民族最主要的六支。